# Şehzade-Moschee

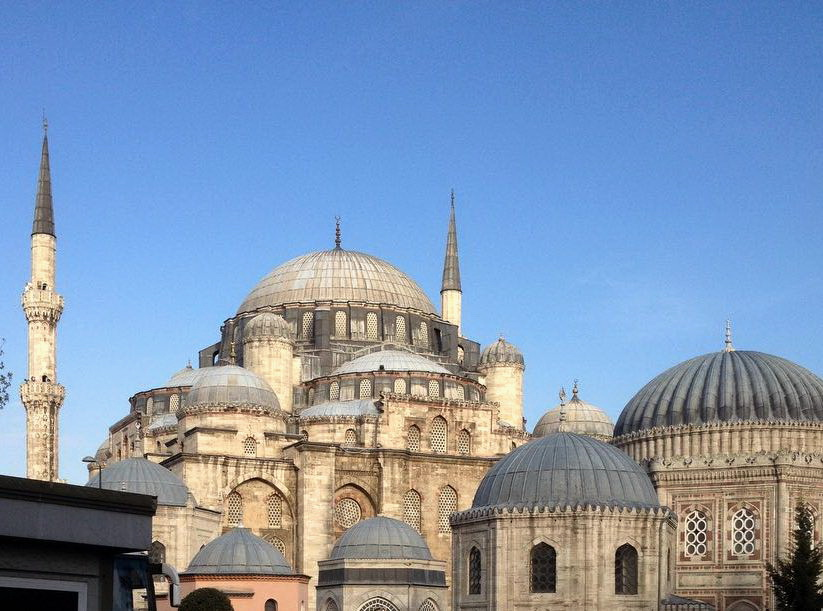
Şehzade-Moschee

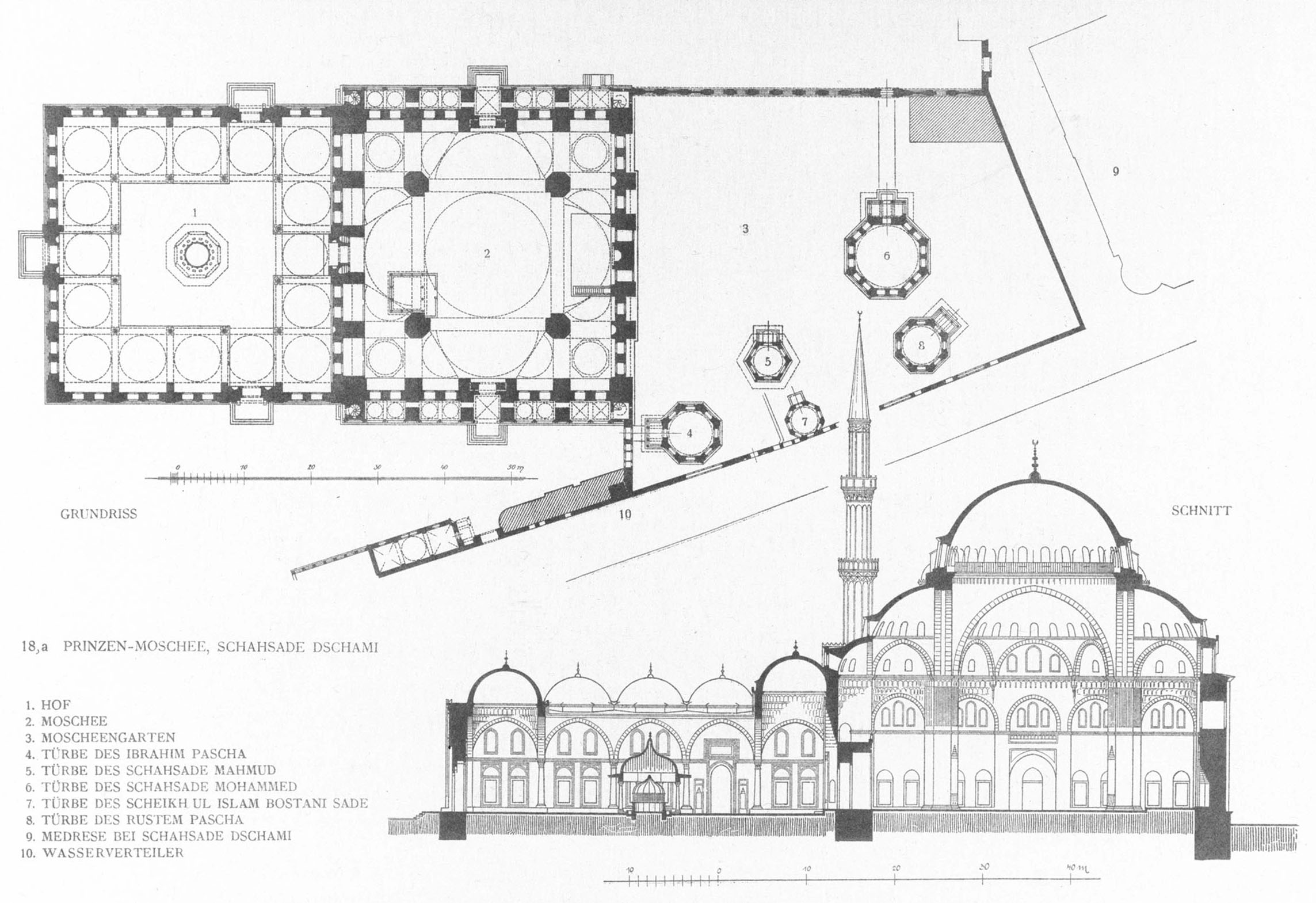
Grundriss und Querschnitt der Moschee

Die Şehzade-Moschee (türkisch Şehzade Camii, aus dem Persischen شاهزاده Šāhzādeh, dt. Prinz) ist eine osmanische Moschee aus dem 16. Jahrhundert im Istanbuler Stadtbezirk Fatih. Sie wurde im Auftrag von Süleyman I. in Erinnerung an seinen Sohn Mehmed errichtet, der 1543 gestorben war.

## Geschichte
Der Bau der Moschee und des Külliye wurde von dem osmanischen Sultan Süleyman I. in Erinnerung an seinen Lieblingssohn Mehmed (* 1522) in Auftrag gegeben, der nach einer Schlacht in Ungarn auf dem Rückweg nach Istanbul 1543 starb.:191 f. Der Şehzade war der älteste Sohn von Süleyman I. und dessen Ehefrau Roxelane. Obwohl Mehmed nicht der gesamtälteste Sohn des Sultans war, galt er als Thronanwärter. Süleyman soll am Grab 40 Tage getrauert haben. Der Sultan beauftragte den Hofarchitekten Sinan mit dem Bau eines Mausoleums und eines Moscheenkomplexes. Es war der erste große Auftrag des Architekten, der den Bau zwischen 1543 und 1548 plante und ausführte.
Bei dem Bombenanschlag in Istanbul am 7. Juni 2016 wurden die Fenster der Moschee beschädigt.

## Architektur

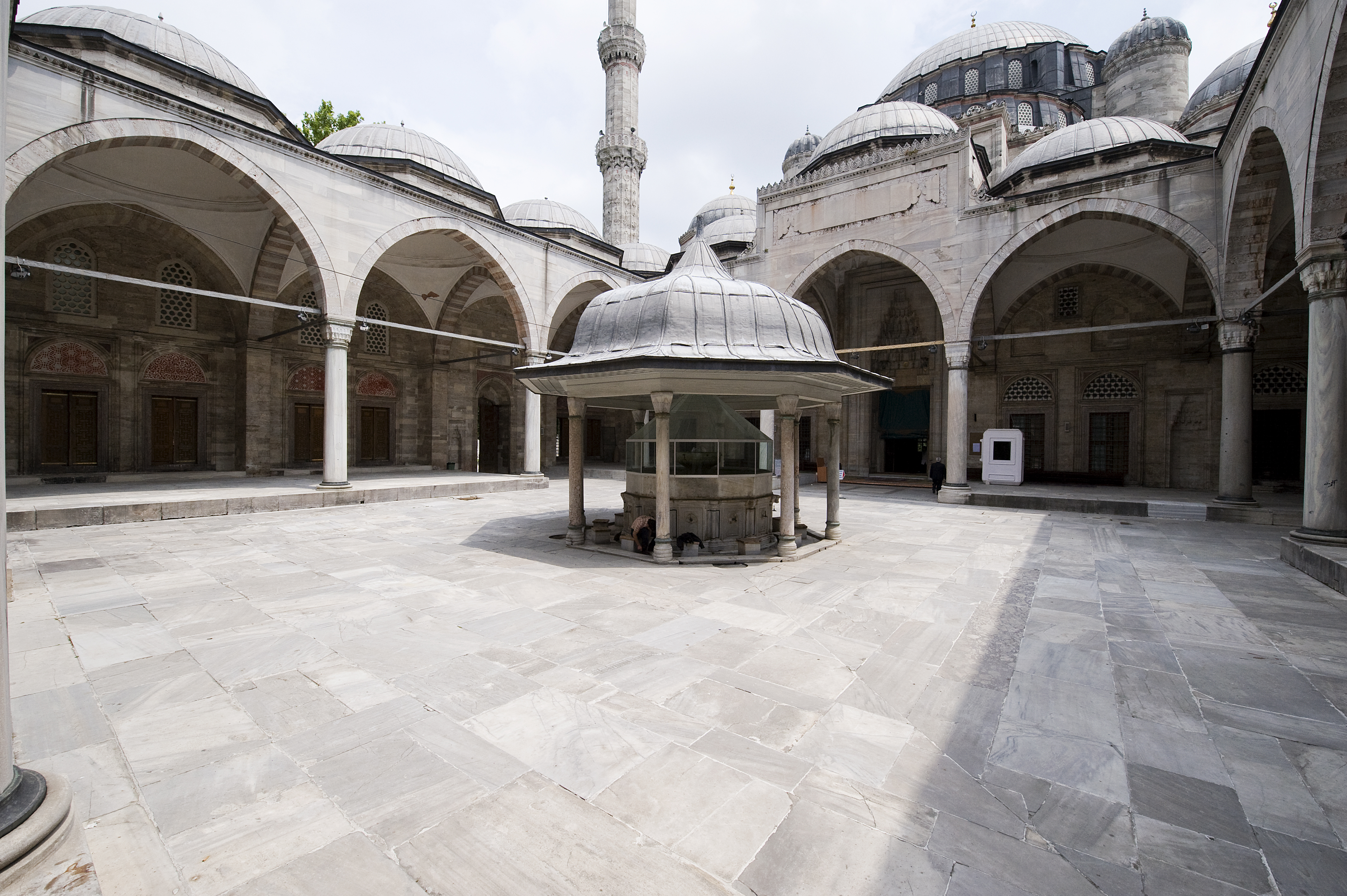
Innenhof mit zentralem Brunnen

Man betritt die Moschee über einen mit Marmorplatten gepflasterten Vorplatz, der in der Größe der Grundfläche der Moschee entspricht.:196 Der Hof wird von einer offenen Säulenhalle mit je fünf Kuppeln auf jeder Seite gerahmt. Die Säulen sind abwechselnd in weißem und rosa Marmor gehalten. Im Zentrum steht ein Şadırvan für rituelle Waschungen, den Sultan Murat IV. später spendete. Die beiden Minarette besitzen zwei umlaufende Galerien mit geometrischen Reliefen und Terracotta-Einlagen.
Die Moschee hat einen quadratischen Grundriss und wird von einer zentralen Kuppel überspannt, die von vier Halbkuppeln begleitet wird. Die Kuppel wird von vier Pfeilern getragen, hat einen Durchmesser von 19 Metern und eine Höhe von 37 Metern. Die Şehzade-Moschee war Sinans erste Moschee, in der er vor die gesamte Nord- und Südfassade Kolonnadengalerien setzte, um die Stützpfeiler zu verbergen. Das Innere der Moschee ist architektonisch einfach gehalten, es gibt keine Galerien.

## Historischer Fund bei Restaurierung
Bei Restaurierungsarbeiten in den 1990er-Jahren entdeckten Bauingenieure im Schlussstein eines Torbogens in der Außenmauer der Moschee eine zylindrische Aussparung, in der sich eine Glasflasche mit einem zusammengefalteten Zettel befand. Der Text war auf Osmanisch verfasst und wird Mimar Sinan zugeschrieben. In dem Brief heißt es:
„Die Lebensdauer der Steine, aus denen dieser Bogen besteht, beträgt etwa 400 Jahre. Wenn diese Zeit vergangen ist, werden die Steine verwittert sein, und ihr werdet diesen Bogen erneuern wollen. Es ist sehr wahrscheinlich, dass sich bis dahin auch die Bautechniken verändert haben werden, und ihr nicht mehr wissen werdet, wie dieser Bogen zu errichten ist. Aus diesem Grund schreibe ich euch diesen Brief, um zu erklären, wie der Bogen gebaut wurde.“
Im weiteren Verlauf beschreibt Sinan detailliert die Konstruktion des Bogens sowie die Herkunft der verwendeten Steine aus Anatolien. Die Notiz gilt als außergewöhnliches Zeugnis seines technischen Wissens, seiner Weitsicht und seines Verantwortungsbewusstseins gegenüber zukünftigen Generationen. Besonders bemerkenswert ist dabei, dass er die Haltbarkeit der Baumaterialien sowie den Wandel von Bauverfahren über Jahrhunderte hinweg voraussah und gezielt Informationen zur originalgetreuen Restaurierung hinterließ.

## Komplex

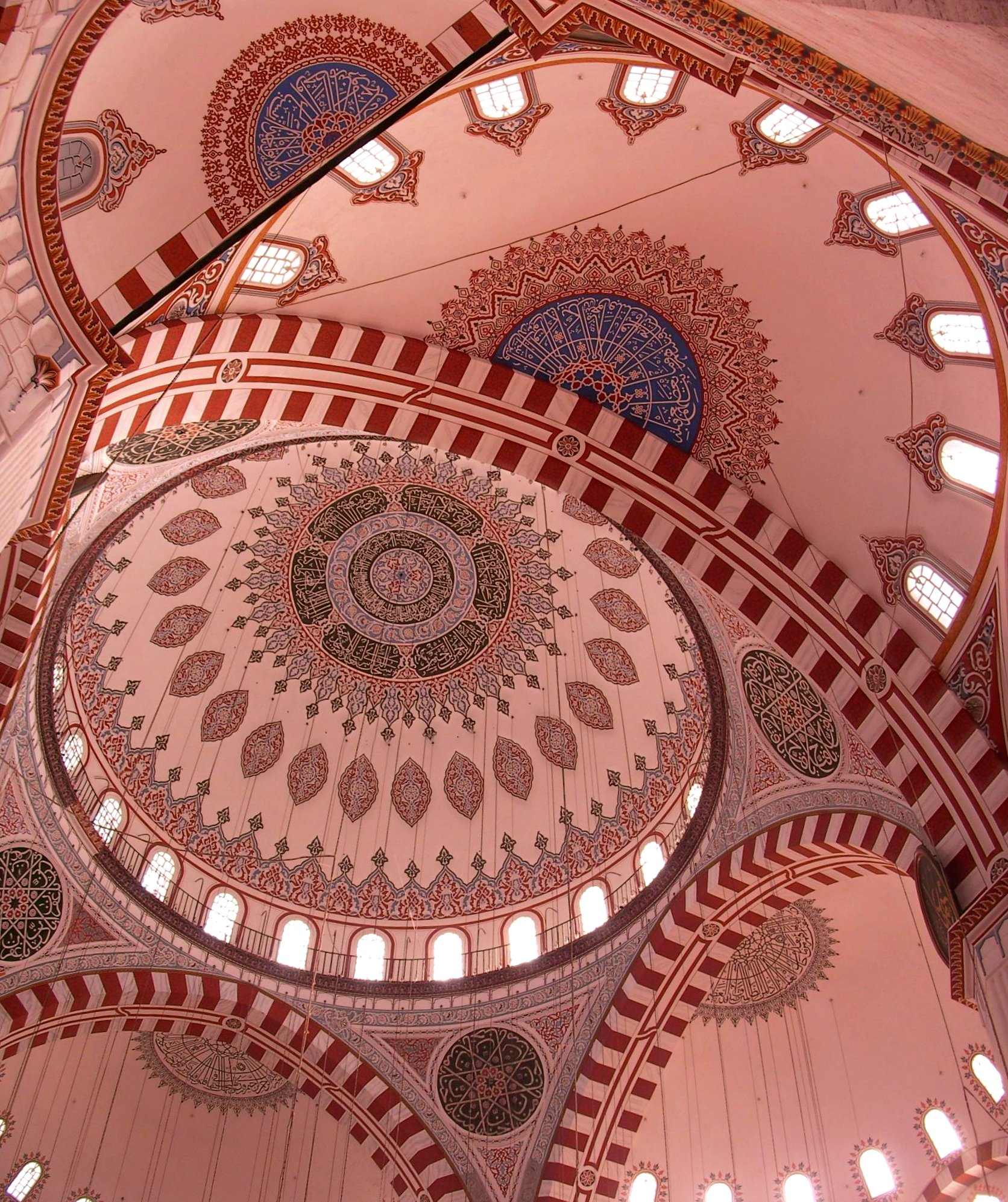
Zentrale Kuppel

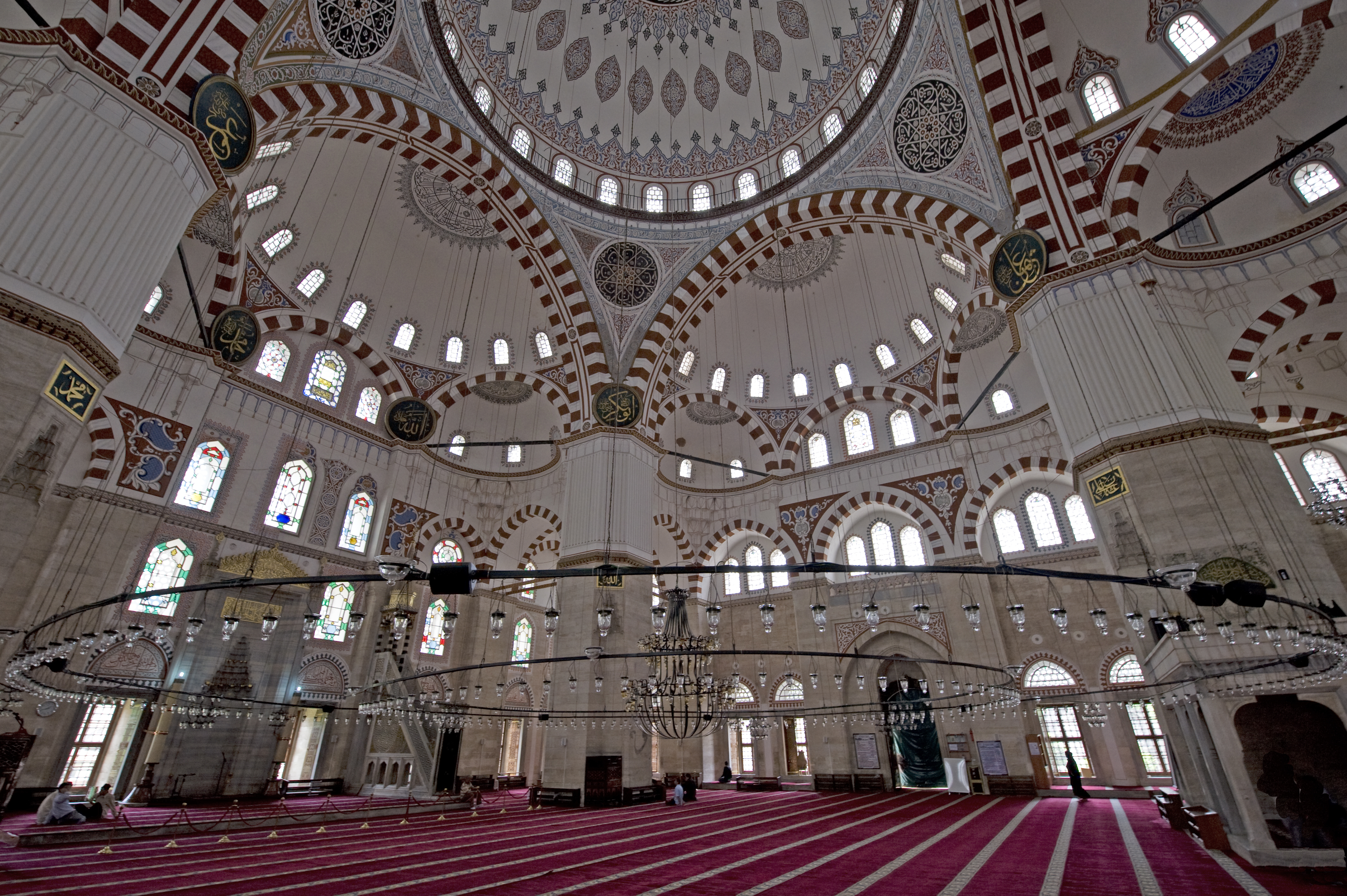
Blick ins Innere

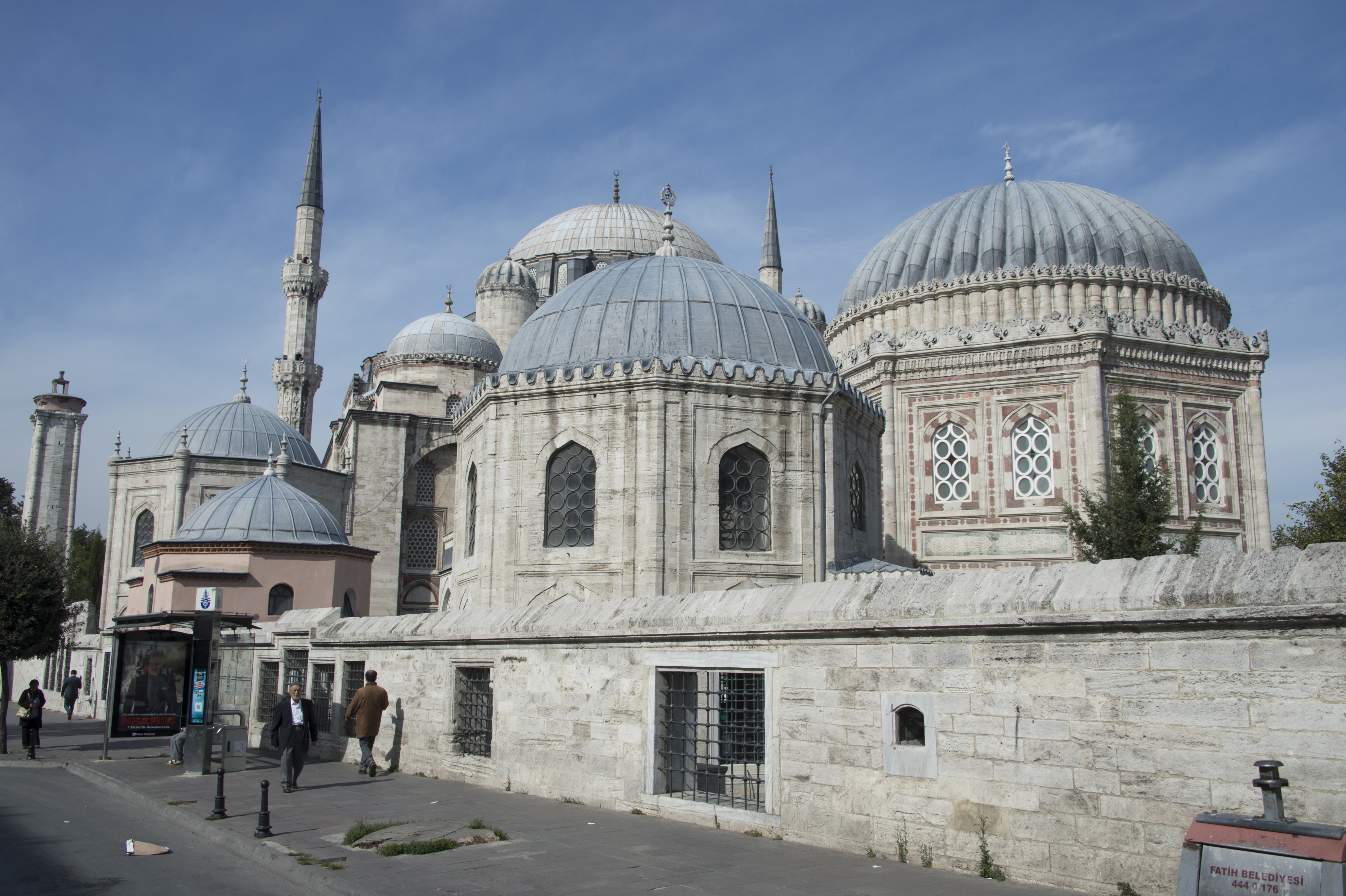
Die Türbe an der Südseite

Der Moscheenkomplex besteht aus der Moschee, der Türbe von Prinz Mehmed, der bereits vor dem Bau der Moschee vollendet wurde, zwei Medrese, einer Armenküche und einer Karawanserei. Die Moschee und der Hof sind vom Rest des Komplexes durch eine Mauer abgetrennt.

### Mausoleen
Im Süden des Moscheekomplexes liegt ein Garten mit fünf Türbe. Das älteste und größte der Mausoleen gehört Prinz Mehmed. Am Eingang findet sich eine persische Inschrift mit dem Datum  1543-4.:193 Das Mausoleum wurde über einem oktogonalen Grundriss errichtet mit einer kannelierten Kuppel, farbigen Steinmetzarbeiten und einem dreibogigen Portikus. Die Wände im Inneren sind mit farbigen Cuerda-seca-Fayencen ausgekleidet und die Fenster mit Glasmalereien verziert.:198 Woher die Fliesen stammen, ist nicht genau geklärt. Es wird aber vermutet, dass diese nicht aus İznik stammen, wie von einigen Wissenschaftlern angenommen,:211 sondern in der ersten Hälfte des 16. Jahrhunderts in Istanbul gefertigt wurden.:57 f. Ungewöhnlich ist der rechteckige hölzerne Thron über dem Sarkophag, der den Status des Prinzen als Thronfolger symbolisiert. Im Mausoleum sind auch die Gräber von Mehmeds Tochter Hümaşah Sultan und das seines jüngeren Bruders Cihangir († 1553) untergebracht. Die Identität des in einem vierten Sarkophag Bestatteten ist unbekannt.:200
Südlich des Şehzade-Mausoleums findet sich eine weitere kleinere oktogonaler Türbe des Großwesirs Rüstem Pascha, die ebenfalls Sinan gestaltete. Die Inschrift datiert auf das islamische Jahr 968 (1560/61). Rüstem Pascha war der Ehemann von Mihrimah Sultan, einer Tochter von Süleyman I. Wie die Rüstem-Pascha-Moschee ist die Türbe mit einer großen Zahl von İznik-Keramikfliesen verziert.:327, Abb. 314–315:252 Am Eingang zu dem Komplex befindet sich die Türbe des Großwesirs Damat İbrahim Pascha, des Schwiegersohns von Murad III., der 1603 starb.:531, Fußnote 56 Das Grabmal wurde von dem Architekten Dalgıç Ahmed Çavuş gestaltet und ist dem des Prinzen sehr ähnlich. Eine kleinere Türbe gehört Süleymans Schwester Hatice Sultan.